# 工作犬
工作犬是指從事各項工作以協助其人類夥伴的狗，與展覽犬以外表特徵等作為評選標準相比較，工作犬重視犬種原本發展的功能性質，例如邊境牧羊犬重視協助牧羊的實際能力，而非其外型。有些犬種有將展覽用犬和工作犬分開登記以追蹤其系譜，例如澳洲凱皮犬等。除了畜牧之外，工作犬的工作類別尚有狩獵、拉車及守衛等多種，詳情請見下表。

## 種類
- 牧羊犬
- 牲畜護衛犬
- 獵犬
  - 槍獵犬
    - 尋回犬
- 雪橇犬
- 轉叉狗
- 服務犬[4]
  - 導盲犬
  - 導聾犬（英语：Hearing dog）

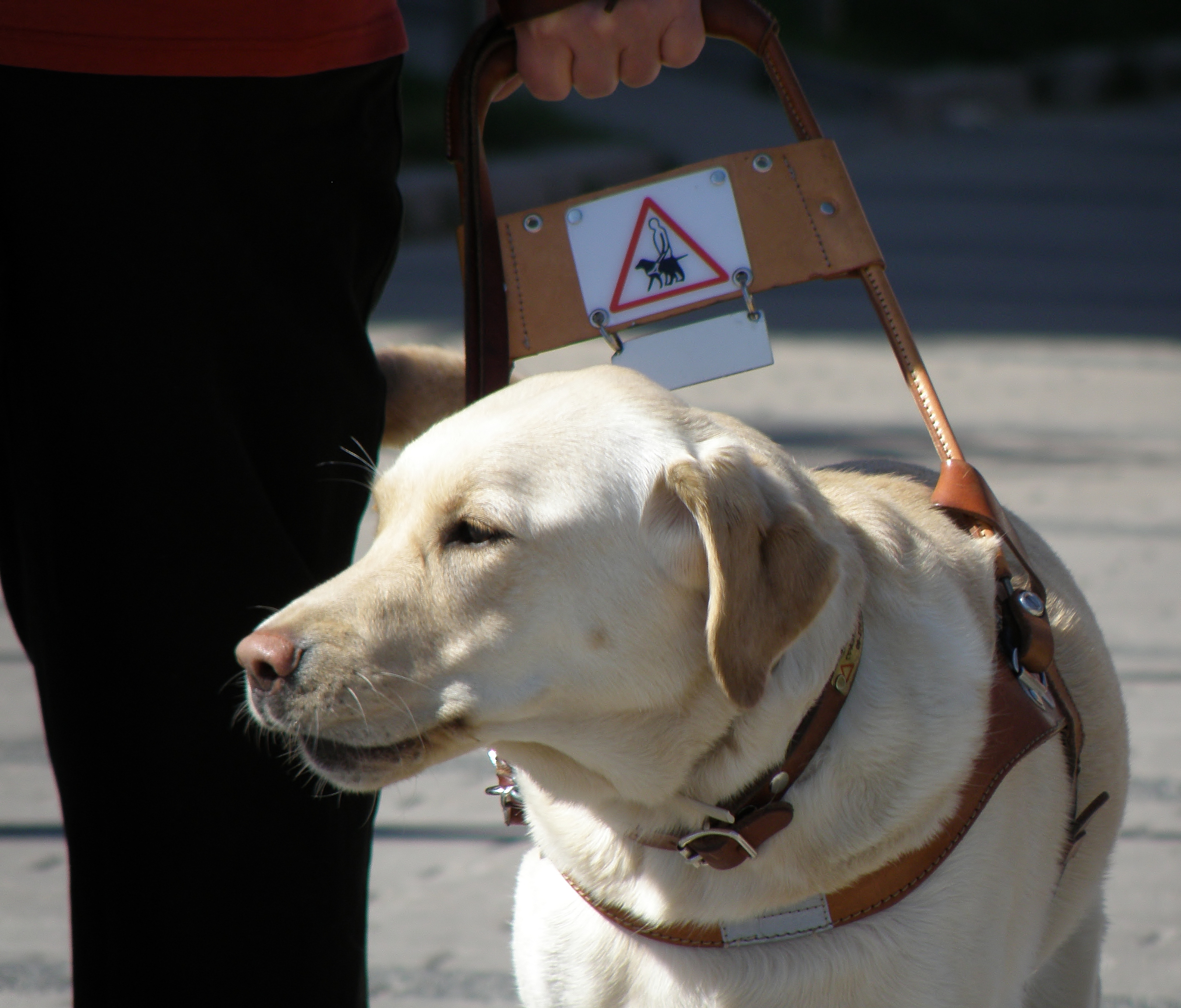
導盲犬。

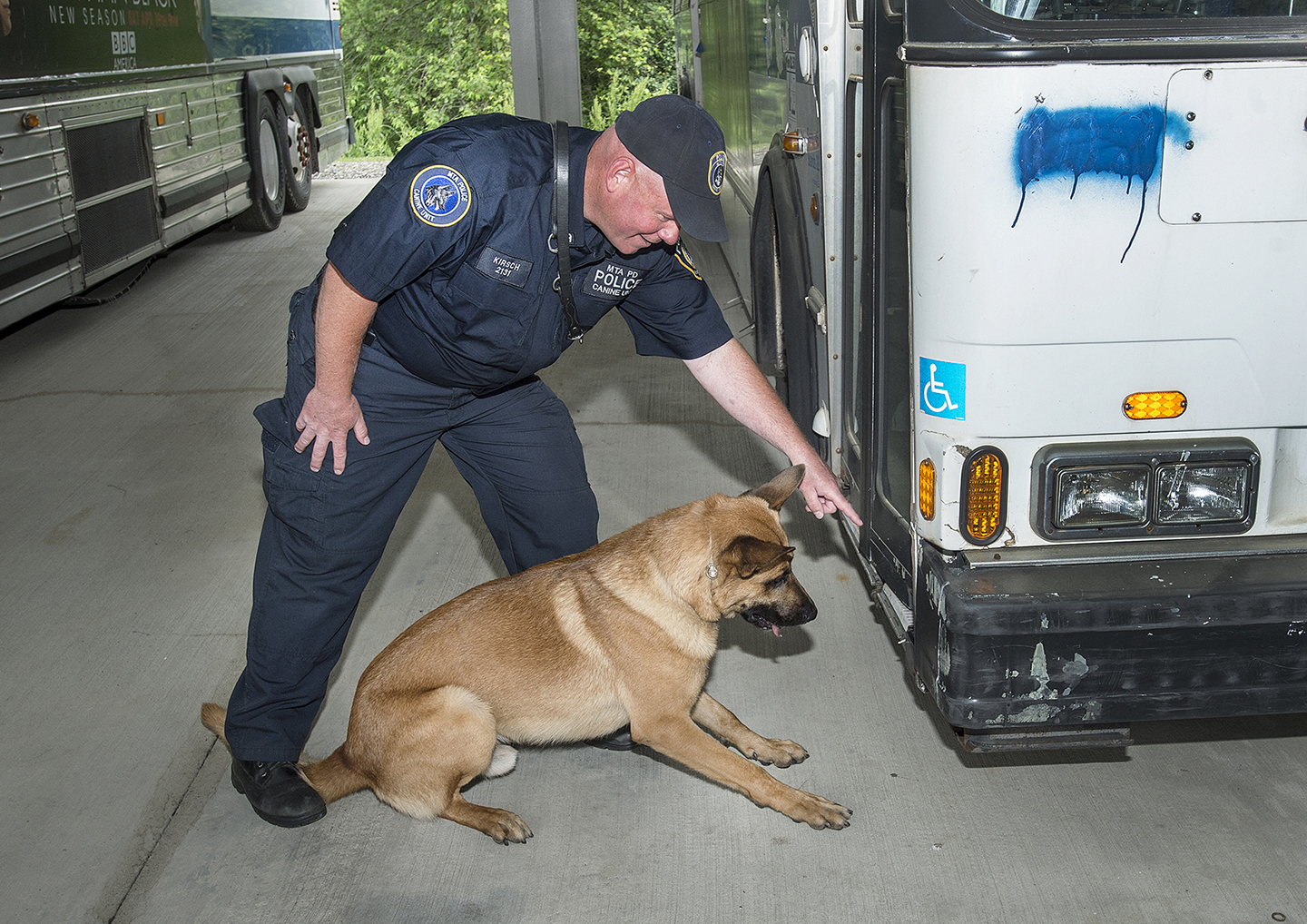
訓練中的警犬。

  - 治療輔助犬（英语：Therapy dog）（亦稱醫療輔助犬、醫療犬及治療犬等等）
  - 糖尿病通報犬
- 攻擊犬（英语：Attack dog）
- 保安犬
- 警衛犬
- 警犬
- 消防調查犬
- 追蹤犬
- 搜索犬[4]
- 偵緝犬（包括緝毒犬、緝私犬及搜爆犬等等）
- 軍犬
- 反坦克犬
- 掃雷犬
- 搜索及拯救犬（簡稱為搜救犬）
- 松露犬
- 學習輔助犬

## 飼養工作犬作為寵物
工作犬的育種造就了高智能健壯機警的犬隻，通常也具有極度的忠誠和吸引力，因此許多工作犬血統被追求作為寵物。不过，許多飼主沒去考慮這類犬隻並不是逆來順受的，所以棄養率非常地高。
工作犬也可以成為絕佳的寵物，但是飼主應該認清這些犬隻需要被指派的工作。欲讓犬隻扮演牠們非原來被培育的角色，就必須在牠們幼小的時候開始訓練。被鏈住或拋在一邊的工作犬會感到無聊、不斷吠叫甚至神經質，牠們會表現出身體不適、無精打采、破壞行為或者成為逃脫高手。
退休或是無法通過工作訓練的工作犬，常會開放領養而成為寵物犬。

## 外部連結
- 香港郵政，於2012年6月19日發行的「政府隊伍工作犬」特別郵票。
- 台灣稀有的工作犬 最缺的竟是一個家，蘋果日報